# سیارک ۱۰۸۱۴
سیارک ۱۰۸۱۴ (به انگلیسی: 10814 Gnisvard، نامگذاری:1993FW31) ده هزار و هشتصد و چهاردهمین سیارک کشف شده‌است که در ۱۹ مارس ۱۹۹۳ کشف شد.
قدر مطلق سیارک برابر 51.2 است.